# Sambeng (Bayan)
Sambeng is een bestuurslaag in het regentschap Purworejo van de provincie Midden-Java, Indonesië. Sambeng telt 2227 inwoners (volkstelling 2010).